# Communauté de communes du Bazadais
La communauté de communes du Bazadais est un établissement public de coopération intercommunale (EPCI) français, situé dans le département de la Gironde en région Nouvelle-Aquitaine.

## Historique
La communauté de communes du Bazadais a été créée le 1er janvier 2002 par arrêté préfectoral en date du 21 décembre 2001, incluant les 13 communes d'Aubiac, Bazas, Bernos-Beaulac, Birac, Cazats, Cudos, Gajac, Gans, Le Nizan, Lignan-de-Bazas, Marimbault, Saint-Côme et Sauviac.
Par un arrêté préfectoral en date du 23 décembre 2013, la fusion de la communauté de communes du Bazadais et de celle de Captieux-Grignols est intervenue le 1er janvier 2014, entraînant la dissolution desdites communautés au 31 décembre 2013 et créant un nouvel EPCI  portant le même nom de « communauté de communes du Bazadais » regroupant les 13 communes susdites et les 17 communes de la communauté de communes de Captieux-Grignols.
Depuis le 1er janvier 2015, la commune de Lados a intégré la communauté de communes portant à 31 le nombre de communes adhérentes.

## Territoire communautaire

### Géographie physique
Située au sud  du département de la Gironde, la communauté de communes du Bazadais regroupe 31 communes et présente une superficie de 605,7 km2.

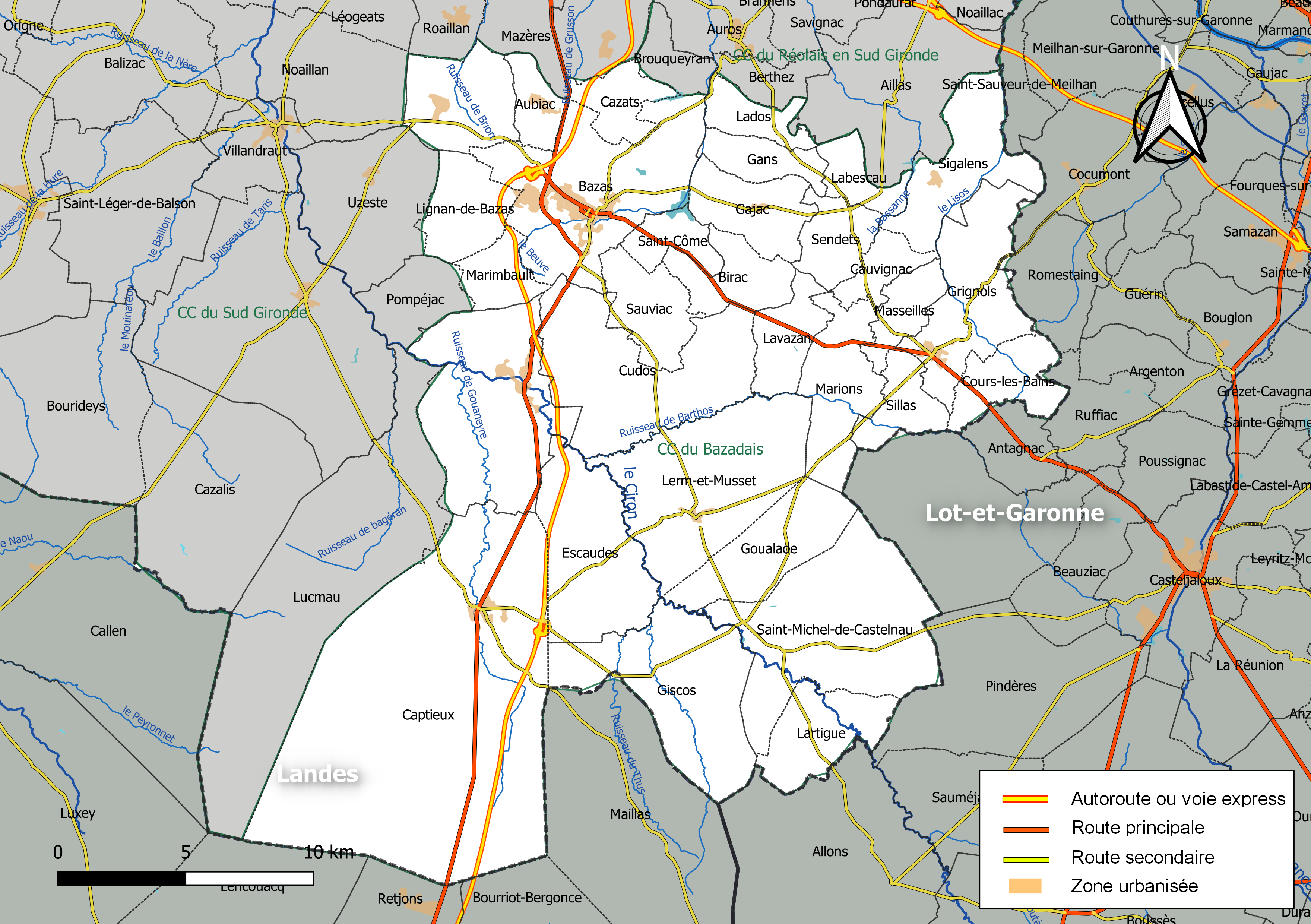
Carte de la communauté de communes du Bazadais au 1er janvier 2019.

### Composition

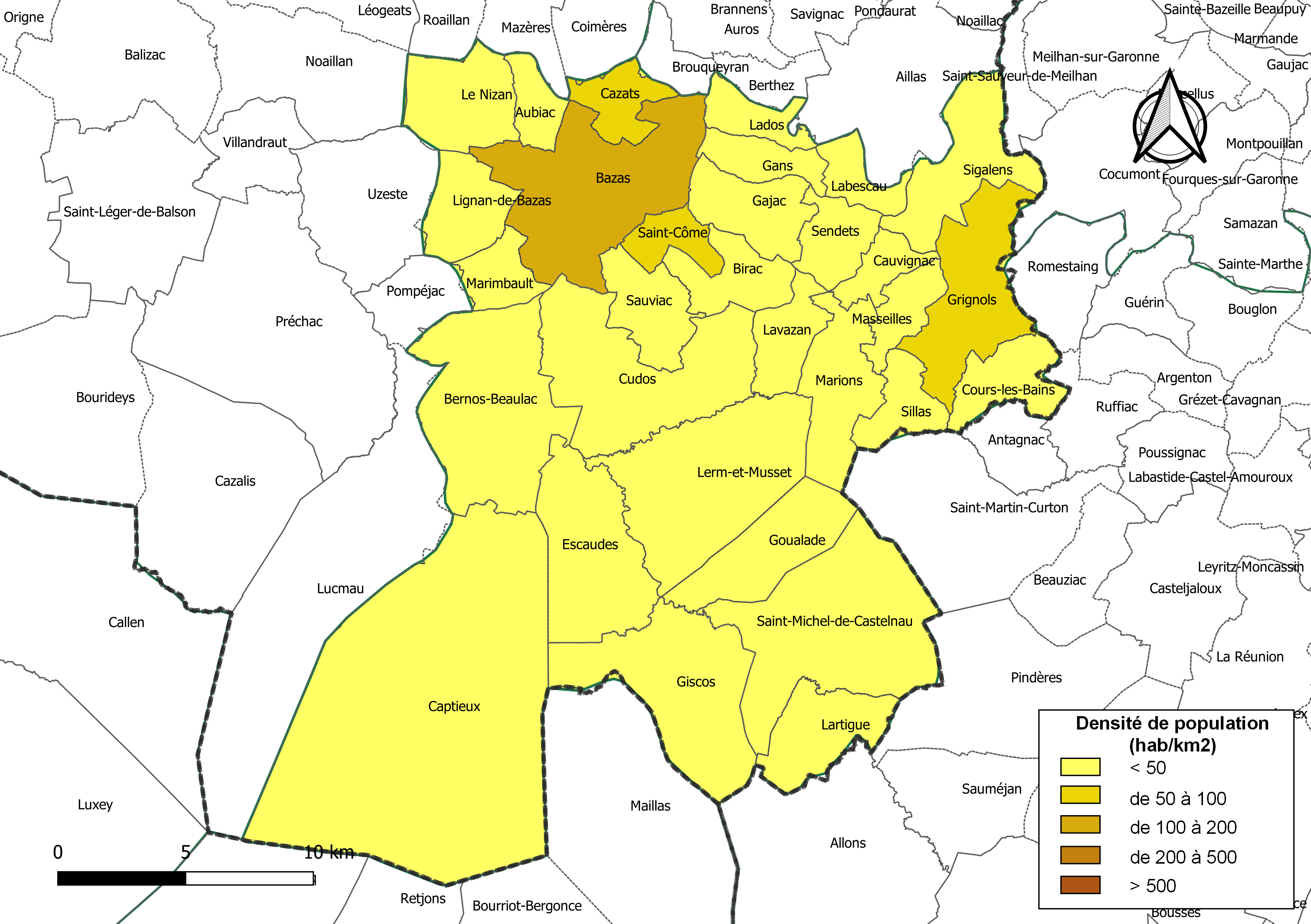
Carte des densités de population (millésimée 2016) des communes de la communauté de communes du Bazadais. Composition en communes au 1er janvier 2019.

La communauté de communes est composée des 31 communes suivantes :

| Nom                       | Code Insee | Gentilé         | Superficie (km2) | Population (dernière pop. légale) | Densité (hab./km2) |
| ------------------------- | ---------- | --------------- | ---------------- | --------------------------------- | ------------------ |
| Bazas (siège)             | 33036      | Bazadais        | 37,29            | 4 819 (2022)                      | 129                |
| Aubiac                    | 33017      | Aubiacais       | 5,62             | 301 (2022)                        | 54                 |
| Bernos-Beaulac            | 33046      | Beaulacais      | 36,8             | 1 134 (2022)                      | 31                 |
| Birac                     | 33053      | Biracais        | 10,17            | 236 (2022)                        | 23                 |
| Captieux                  | 33095      | Capsylvains     | 119,33           | 1 382 (2022)                      | 12                 |
| Cauvignac                 | 33113      | Cauvignacais    | 5,51             | 144 (2022)                        | 26                 |
| Cazats                    | 33116      | Cazadais        | 7,48             | 402 (2022)                        | 54                 |
| Cours-les-Bains           | 33137      | Bennicoursins   | 10,43            | 224 (2022)                        | 21                 |
| Cudos                     | 33144      | Cudossais       | 34,21            | 790 (2022)                        | 23                 |
| Escaudes                  | 33155      | Escaudais       | 25,77            | 167 (2022)                        | 6,5                |
| Gajac                     | 33178      | Gajacais        | 12,28            | 370 (2022)                        | 30                 |
| Gans                      | 33180      | Gansois         | 7,01             | 202 (2022)                        | 29                 |
| Giscos                    | 33188      | Giscossais      | 32,06            | 184 (2022)                        | 5,7                |
| Goualade                  | 33190      | Goualadais      | 17               | 107 (2022)                        | 6,3                |
| Grignols                  | 33195      | Grignolais      | 22,7             | 1 209 (2022)                      | 53                 |
| Labescau                  | 33212      | Labescaliens    | 5,99             | 134 (2022)                        | 22                 |
| Lados                     | 33216      | Ladossais       | 6,49             | 178 (2022)                        | 27                 |
| Lartigue                  | 33232      | Lartiguais      | 13,64            | 41 (2022)                         | 3                  |
| Lavazan                   | 33235      | Lavazanais      | 8,97             | 229 (2022)                        | 26                 |
| Lerm-et-Musset            | 33239      | Lermois         | 36,87            | 491 (2022)                        | 13                 |
| Lignan-de-Bazas           | 33244      | Lignanais       | 11,1             | 403 (2022)                        | 36                 |
| Marimbault                | 33270      | Marimbalais     | 6,71             | 191 (2022)                        | 28                 |
| Marions                   | 33271      | Marionnais      | 16,32            | 211 (2022)                        | 13                 |
| Masseilles                | 33276      | Massellais      | 6,72             | 137 (2022)                        | 20                 |
| Le Nizan                  | 33305      | Nizannais       | 15,21            | 506 (2022)                        | 33                 |
| Saint-Côme                | 33391      | Saint-Cômais    | 5,96             | 326 (2022)                        | 55                 |
| Saint-Michel-de-Castelnau | 33450      | Saint-Michelois | 42,61            | 249 (2022)                        | 5,8                |
| Sauviac                   | 33507      | Sauviacais      | 11,15            | 330 (2022)                        | 30                 |
| Sendets                   | 33511      | Sendessois      | 8,36             | 347 (2022)                        | 42                 |
| Sigalens                  | 33512      | Sigalainois     | 18,33            | 342 (2022)                        | 19                 |
| Sillas                    | 33513      | Sillassais      | 7,63             | 119 (2022)                        | 16                 |

### Démographie
| 1968   | 1975   | 1982   | 1990   | 1999   | 2006   | 2011   | 2016   | 2022   |
| ------ | ------ | ------ | ------ | ------ | ------ | ------ | ------ | ------ |
| 14 857 | 14 296 | 13 895 | 13 472 | 13 494 | 14 513 | 15 370 | 15 660 | 15 905 |

## Politique et administration
L'administration de l'intercommunalité repose, à compter du renouvellement général des conseils municipaux de mars 2014, sur 41 délégués titulaires, à raison d'un délégué par commune membre, sauf Bazas qui en dispose de neuf et Captieux, Bernos-Beaulac et Grignols de deux chacune.

À compter du 1er janvier 2015, en raison, d'une part, de la parution du décret ministériel du 24 décembre 2014 authentifiant les nouveaux chiffres de population en France et, d'autre part, de l'adhésion de la commune de Lados à la communauté de communes, le nombre des délégués chargés de l'administration de l'intercommunalité est fixé à 53 délégués titulaires, à raison d'un délégué par commune membre, sauf Bazas qui en dispose de quinze, de Captieux qui en dispose de quatre, de Bernos-Beaulac et Grignols de trois chacune et de Cudos qui en dispose de deux.
| Période                                  | Période      | Identité           | Étiquette   | Qualité                                                                                |
| ---------------------------------------- | ------------ | ------------------ | ----------- | -------------------------------------------------------------------------------------- |
| janvier 2002                             | avril 2008   | Alain Cazenave     | DVD         | Maire de Bernos-Beaulac(1983-2008)                                                     |
| avril 2008                               | avril 2014   | Bernard Bosset     | DVD puis NC | Maire de Bazas (2008-2020)                                                             |
| avril 2014                               | mars 2016    | Jean-Pierre Baillé | UMP         | Maire de Grignols (2008-2019), ancien président de la CC Captieux-Grignols (2008-2013) |
| Avril 2016                               | juillet 2020 | Olivier Dubernet   | DVD         | Professeur - Maire de Lignan-de-Bazas (2002-2020)                                      |
| juillet 2020                             | En cours     | Nicole Coustet     | DVD         | Maire de Cauvignac (2008-)                                                             |
| Les données manquantes sont à compléter. |              |                    |             |                                                                                        |

Le président est assisté de six vice-présidents :
- Isabelle Dexpert : Maire de Bazas, Vice-Présidente du Département de la Gironde Elle est chargée de l'économie, du tourisme et de la communication.
- Jean-Luc Gleyze : 1er adjoint au Maire de Captieux, Président du Département de la Gironde. Il est chargé des finances.
- Michelle Labrouche : Maire du Nizan. Elle est chargée de l'action sociale et de la solidarité.
- Fabienne Barbot : Maire de Giscos. Elle est chargée de l'urbanisme.
- Michel Aimé : Maire de Sauviac. Il est chargé de l'agriculture et de l'environnement.
- Danielle Barreyre : 1re adjointe au Maire de Bazas. Elle est chargée de l'enfance et de la jeunesse.
- Serge Mourlanne : Maire de Saint-Côme. Il est chargé de la voirie.
- Patrick Chaminade : 1er adjoint au Maire de Grignols. Il est chargé des bâtiments et des travaux.

## Identité graphique

Ancien logo
Logo actuel